# Maleján
Maleján es un municipio español de la provincia de Zaragoza, comunidad autónoma de Aragón. Tiene una superficie de 0,07 km², siendo el más pequeño de Aragón, y con una población de 279 habitantes (INE 2024) y una densidad de 3629 hab/km².

## Demografía
Maleján cuenta con una población de 279 habitantes (INE 2024).
| Gráfica de evolución demográfica de Maleján entre 1842 y 2021                                                       |
| |
| Población de derecho según los censos de población del INE Población de hecho según los censos de población del INE |

## Administración y política
| Período   | Alcalde                   | Partido |  |
| --------- | ------------------------- | ------- |  |
| 1979-1983 | Rafael Tabuenca Sanmartín | UCD     |  |
| 1983-1987 |                           |         |  |
| 1987-1991 |                           |         |  |
| 1991-1995 |                           |         |  |
| 1995-1999 | Santiago Sánchez Lopez    | PSOE    |  |
| 1999-2003 | Santiago Sánchez Lopez    | PSOE    |  |
| 2003-2007 | Santiago Sánchez Lopez    | PSOE    |  |
| 2007-2011 | Juan José Ruiz Lahuerta   | PAR     |  |
| 2011-2015 | Juan José Ruiz Lahuerta   | PAR     |  |
| 2015-2019 | Juan José Ruiz Lahuerta   | PAR     |  |

| Partido político    | Partido político                                   | 2003   | 2007   | 2011   | 2015   |
| Partido político    | Partido político                                   | Ediles | Ediles | Ediles | Ediles |
|                     | Partido Aragonés (PAR)                             | —      | 4      | 4      | 5      |
|                     | Partido de los Socialistas de Aragón (PSOE-Aragón) | 5      | 2      | 3      | 1      |
|                     | Chunta Aragonesista (CHA)                          | —      | 1      | —      | 1      |
|                     | Partido Popular de Aragón (PP)                     | 2      | 0      | 0      | 0      |
| Total de concejales | Total de concejales                                | 7      | 7      | 7      | 7      |

## Monumentos y lugares de interés
- Restos de la decoración de su mezquita.
- Algunas de las torres que formaron parte de un castillo.
- La iglesia parroquial en la que, la capilla de Sta. Bárbara está ubicada en uno de los torreones.
- La Fuente del Molino.

## Fiestas
- Santa Bárbara: Fiestas el 4 de diciembre, celebradas también el primer Fin de semana de agosto (Fiestas Mayores).
- San Francisco Zaldivar: fiestas en la localidad, pasados cincuenta días de la Semana Santa.
- Los vecinos del municipio mantienen la tradición ancestral de la Subida de "El Mayo", árbol colocado en la Plaza de la Iglesia, traído desde la vega del río Huecha, el primer día del mes que le da el nombre; para abatirse transcurridos 30 días.
- San Isidro Labrador: 15 de mayo.
- Rave Maleján: Es una de las mayores fiestas Rave de España, se celebra el primer fin de semana de agosto, en recinto al aire libre, contando con los mejores DJ del panorama nacional.